# Excel (Alabama)
Excel is een plaats (town) in de Amerikaanse staat Alabama, en valt bestuurlijk gezien onder Monroe County.

## Demografie
Bij de volkstelling in 2000 werd het aantal inwoners vastgesteld op 582.
In 2006 is het aantal inwoners door het United States Census Bureau geschat op 602, een stijging van 20 (3,4%).

## Geografie
Volgens het United States Census Bureau beslaat de plaats een oppervlakte van
4,3 km², geheel bestaande uit land. Excel ligt op ongeveer 128 m boven zeeniveau.

## Plaatsen in de nabije omgeving
De onderstaande figuur toont de plaatsen in een straal van 40 km rond Excel.